# Cryptocheilus alternatus
Espèce
Cryptocheilus alternatus est une espèce d'insectes hyménoptères de la famille des Pompilidae.

## Publication
Cryptocheilus alternatus est décrit et publié par Amédée Louis Michel Lepeletier en 1845.

## Biologie
Ce pompile chasse les araignées lycoses à la surface du sol ou en les extirpant de leur terrier. Après les avoir paralysées grâce à son venin, il les emmène dans son propre terrier. Un œuf sera pondu, la larve se nourrira de l'araignée paralysée mais toujours en vie.

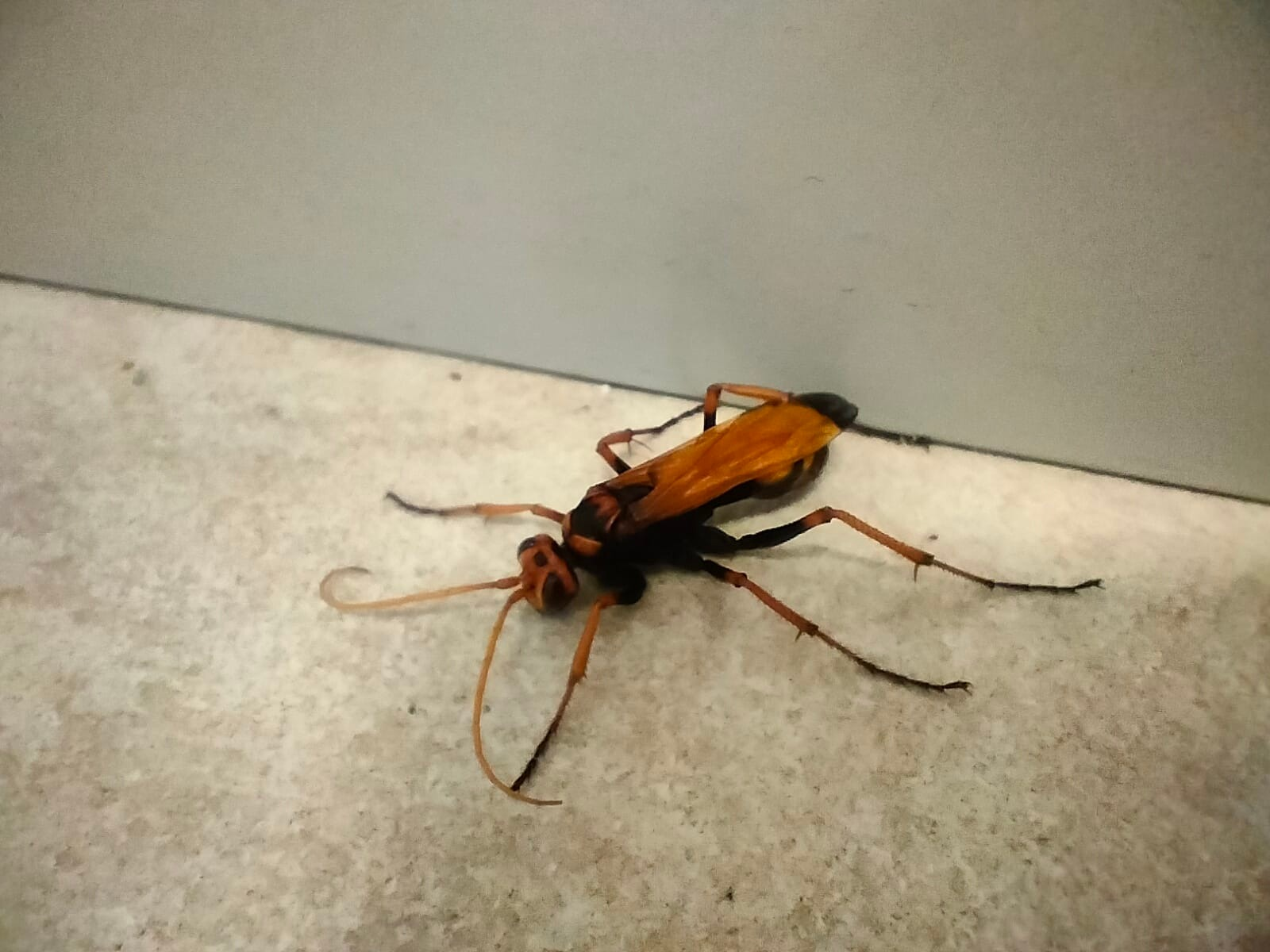
Cryptocheilus alternatus